# 青木勇人 (野球)
青木 勇人（あおき はやと、1977年5月6日 - ）は、東京都江戸川区出身の元プロ野球選手（投手、右投右打）。2020年から埼玉西武ライオンズの投手コーチを務める。
中学・高校では軟式野球、大学では準硬式野球をしており、硬式の経験が長くないながらプロ野球に入った異色の選手。

## 経歴

### プロ入り前
幼少期は巨人ファンで、桑田真澄・斎藤雅樹・原辰徳らに憧れていた。江戸川区立上一色南小学校1年から野球を始め、中学時代も軟式野球部に所属し、遊撃手として活躍した。
修徳高等学校に進学し、硬式野球部に入部したが、本人と推薦組の選手達との間にある待遇の差に、1か月で退部した。一時は野球を辞めようと思ったが、軟式野球部の監督に誘われて軟式に転向。エース投手として活躍し、3年時は全国高等学校軟式野球選手権大会でベスト8に進出。
一般入試で進学した同志社大学では準硬式野球部に所属。1年時の全日本大学準硬式野球選手権大会で優勝する。準硬式の関西六大学リーグでは通算28勝、全公式戦39勝を挙げた。
1999年度ドラフト会議で西武ライオンズから6位指名を受け、入団。

### 西武時代
ドラフト6位と下位指名ながら、1年目の2000年から17試合に登板し、防御率2.60を記録。2001年には登板数を伸ばし、大事な場面での登板も増え、46試合で防御率2.96、プロ初勝利を含む4勝を記録した。2002年も36試合に登板した。3年目までは126イニングで四死球は32とかなり少なく、主力投手として活躍した。
2002年シーズン中に肩を故障。2003年に復帰するも、対大阪近鉄バファローズ戦にて中村紀洋に死球を与えた時、青木が帽子に手をやることもなかったため、そのことに激高したタフィ・ローズに突き飛ばされ、むち打ち症になってしまう。西武・小野賢二球団代表はローズを暴力行為として刑事告訴を示唆したが、青木本人にその意思がないことや、リーグとは別に近鉄が独自の処分を科したことから、小野は「近鉄球団の処置を理解し、これで一件落着としたい」と判断した。
それによる降格以降は思い切りの良さが消え、故障も重なり、低迷が続いた。これ以降3年連続防御率2桁台と不振に陥った。
2006年3月23日、福地寿樹との交換トレードで広島東洋カープへ移籍。

### 広島時代
2006年は8試合のみの登板だったが、被安打4で防御率0.00と安定していた。
2007年は梅津智弘の不振と上野弘文の経験不足もあり、8月から中継ぎとして活躍し、防御率3.00・15ホールドを挙げた。四球の少ない投球で防御率は途中まで1点台と、抑えの横山竜士と共に安定していたが、終盤になって打ち込まれるケースが多かった。9月1日、前田智徳の通算2000本安打達成試合において1/3回登板ながら5年ぶりの勝利を挙げた。
2008年は前年から被打率が悪化し、11試合の登板に終わった。2009年は再び出場機会を増やし、29試合に登板した。
2010年は6試合の出場に留まり、10月3日に戦力外通告を受け、同年限りで現役を引退。

### 引退後
2011年からは広島の三軍投手コーチを務める。背番号は93。2019年10月21日、同日付で投手兼強化コーチを辞任した。
2019年10月25日、2020年より埼玉西武ライオンズの三軍投手コーチを務めることが発表された。背番号は引き続き93。2022年からは一軍投手コーチへ配置転換され、同年担当したブルペン陣がリーグトップのチーム防御率2.31、平良海馬、水上由伸は最優秀中継ぎ投手のタイトルを獲得した。2025年よりファーム投手コーチに配置転換された。

## エピソード
2000年8月7日のオリックス対西武19回戦（グリーンスタジアム神戸）において、9回表二死満塁の場面で代打として登場した投手の松坂大輔が2点適時打を放ったが、青木はその直後に松坂の代走として出場している。これは西武ベンチが野手を全員使い切ってしまっていたためであり、松坂に代えられたのも試合途中から9番に入っていた投手のデニーであった。当時の東尾修監督はその場面での代打候補として松坂と青木の2人を考えていたという。

## 詳細情報

### 年度別投手成績
| 年 度      | 球 団      | 登 板 | 先 発 | 完 投 | 完 封 | 無 四 球 | 勝 利 | 敗 戦 | セ 丨 ブ | ホ 丨 ル ド | 勝 率 | 打 者 | 投 球 回 | 被 安 打 | 被 本 塁 打 | 与 四 球 | 敬 遠 | 与 死 球 | 奪 三 振 | 暴 投 | ボ 丨 ク | 失 点 | 自 責 点 | 防 御 率 | W H I P |
| ---------- | ---------- | ----- | ----- | ----- | ----- | -------- | ----- | ----- | -------- | ----------- | ----- | ----- | -------- | -------- | ----------- | -------- | ----- | -------- | -------- | ----- | -------- | ----- | -------- | -------- | ------- |
| 2000       | 西武       | 17    | 1     | 0     | 0     | 0        | 0     | 2     | 1        | --          | .000  | 141   | 34.2     | 32       | 3           | 11       | 1     | 1        | 5        | 1     | 0        | 10    | 10       | 2.60     | 1.24    |
| 2001       | 西武       | 46    | 0     | 0     | 0     | 0        | 4     | 1     | 0        | --          | .800  | 225   | 54.2     | 58       | 2           | 9        | 2     | 2        | 33       | 0     | 0        | 21    | 18       | 2.96     | 1.23    |
| 2002       | 西武       | 36    | 0     | 0     | 0     | 0        | 4     | 1     | 0        | --          | .800  | 163   | 36.2     | 46       | 5           | 7        | 1     | 2        | 25       | 0     | 0        | 22    | 19       | 4.66     | 1.45    |
| 2003       | 西武       | 4     | 0     | 0     | 0     | 0        | 0     | 0     | 0        | --          | ----  | 32    | 4.0      | 15       | 2           | 4        | 0     | 1        | 2        | 0     | 0        | 11    | 11       | 24.75    | 4.75    |
| 2004       | 西武       | 4     | 0     | 0     | 0     | 0        | 0     | 0     | 0        | --          | ----  | 28    | 5.0      | 9        | 2           | 4        | 0     | 0        | 7        | 1     | 0        | 8     | 8        | 14.40    | 2.60    |
| 2005       | 西武       | 6     | 0     | 0     | 0     | 0        | 0     | 0     | 0        | 0           | ----  | 35    | 6.2      | 16       | 1           | 1        | 0     | 1        | 3        | 0     | 0        | 8     | 8        | 10.80    | 2.55    |
| 2006       | 広島       | 8     | 0     | 0     | 0     | 0        | 0     | 0     | 0        | 2           | ----  | 30    | 8.2      | 4        | 0           | 0        | 0     | 0        | 4        | 0     | 0        | 0     | 0        | 0.00     | 0.46    |
| 2007       | 広島       | 43    | 0     | 0     | 0     | 0        | 1     | 1     | 0        | 15          | .500  | 138   | 36.0     | 29       | 4           | 4        | 1     | 0        | 17       | 1     | 0        | 12    | 12       | 3.00     | 0.92    |
| 2008       | 広島       | 11    | 0     | 0     | 0     | 0        | 0     | 1     | 0        | 1           | .000  | 53    | 11.0     | 17       | 1           | 2        | 0     | 2        | 6        | 0     | 0        | 4     | 4        | 3.27     | 1.73    |
| 2009       | 広島       | 29    | 0     | 0     | 0     | 0        | 0     | 0     | 0        | 4           | ----  | 99    | 23.2     | 25       | 3           | 4        | 2     | 1        | 10       | 0     | 0        | 10    | 10       | 3.80     | 1.23    |
| 2010       | 広島       | 6     | 0     | 0     | 0     | 0        | 0     | 0     | 0        | 0           | ----  | 49    | 10.2     | 11       | 2           | 3        | 1     | 1        | 4        | 0     | 0        | 8     | 7        | 5.91     | 1.32    |
| 通算：11年 | 通算：11年 | 210   | 1     | 0     | 0     | 0        | 9     | 6     | 1        | 22          | .600  | 993   | 231.2    | 262      | 25          | 49       | 8     | 11       | 116      | 3     | 0        | 114   | 107      | 4.16     | 1.34    |

### 記録
初記録
- 初登板：2000年7月12日、対日本ハムファイターズ16回戦（西武ドーム）、9回表に3番手で救援登板・完了、1回無失点
- 初先発登板：2000年7月14日、対千葉ロッテマリーンズ16回戦（千葉マリンスタジアム）、5回1/3を3失点で敗戦投手
- 初奪三振：同上、4回表に平井光親から
- 初セーブ：2000年8月6日、対オリックス・ブルーウェーブ18回戦（グリーンスタジアム神戸）、7回裏に2番手で救援登板・完了、3回無失点
- 初勝利：2001年6月24日、対オリックス・ブルーウェーブ15回戦（ナゴヤドーム）、9回裏に8番手で救援登板、3回無失点
- 初ホールド：2006年7月14日、対横浜ベイスターズ8回戦（横浜スタジアム）、8回裏に3番手で救援登板、1回2/3を無失点

### 背番号
- 53（2000年 - 2006年途中）
- 36（2006年途中 - 2010年）
- 93（2011年 - ）